# Van Bronkhorst

Familiewapen van Van Bronkhorst

Van Bronkhorst is een Nederlandse familie waarvan leden sinds 1849 tot de Nederlandse adel behoren; als adellijk geslacht stierf de familie in 1923 uit.

## Geschiedenis
De stamreeks begint met Hendrik van Bronkhorst, kapitein-geweldige van de Raad van State die in 1723 overleed.
Een directe nakomeling, Gosso Bernardus (1778-1860), werd bij Koninklijk Besluit (KB) van 4 augustus 1849 verheven in de Nederlandse adel.

## Enkele telgen
jhr. Gosso Bernardus van Bronkhorst (1778-1860), luitenant-kolonel titulair, ridder in de Militaire Willems-Orde
- jhr. Ludolph van Bronkhorst (1813-1885), kolonel titulair, particulier secretaris van prins Willem, hofmaarschalk, intendant van Het Loo
  - jkvr. Sophie Frederique Mathilde van Bronkhorst (1841-1916); trouwde in 1864 met Alexander baron Schimmelpenninck van der Oye, heer van de beide Pollen en Nyenbeek (1839-1918), administrateur kroondomein, Commissaris des Konings, lid Tweede Kamer, voorzitter van de Hoge Raad van Adel
  - jkvr. Suzanna Elisabeth Christina van Bronkhorst (1844-1923), laatste telg van het adellijke geslacht van Bronkhorst; trouwde in 1872 met jhr. Henri François Maria Elisa Sandberg (1848-1919), administrateur kroondomein, intendant van Het Loo
    - jhr. mr. Ludo van Bronkhorst Sandberg (1874-1940), lid Raad van State, verkreeg bij KB van 23 juli 1884 naamswijziging van Sandberg tot Van Bronkhorst Sandberg; aangezien hij uit zijn huwelijk geen kinderen had, verviel hiermee ook deze geslachtsnaam.